# Premio Pulitzer per il miglior giornalismo di pubblico servizio
Il premio Pulitzer per il miglior giornalismo di pubblico servizio (Pulitzer Prize for Public Service) è uno dei quattordici premi Pulitzer per il giornalismo che vengono conferiti ogni anno in America. Viene assegnato a un giornale o a un sito di notizie online che si sia distinto per aver fornito un meritorio servizio pubblico attraverso editoriali, fumetti, fotografie, grafica, video o altro materiale presentato stampato e/o online.
Quella per il miglior giornalismo di pubblico servizio è una delle categorie originali del premio Pulitzer, inaugurata nel 1917, ma assegnata per la prima volta nel 1918. È l'unica categoria del Pulitzer ad assegnare una medaglia d'oro, ed è la più prestigiosa per le testate giornalistiche.
La selezione del vincitore viene fatta da un comitato di giurati che riduce i candidati a una rosa di tre, dopodiché la Commissione del Pulitzer nomina il vincitore insieme a una citazione ufficiale delle motivazioni del premio.

## Albo d'oro
Segue la lista dei vincitori del premio Pulitzer per il miglior giornalismo di pubblico servizio, nelle sue varie edizioni.

### Anni 1910
- 1918: The New York Times
- 1919: Milwaukee Journal

### Anni 1920
- 1921: Boston Post
- 1922: New York World
- 1923: Memphis Commercial Appeal
- 1924: New York World
- 1926: Columbus Enquirer Sun (Columbus, Georgia)
- 1927: Canton Daily News (Canton, Ohio)
- 1928: Indianapolis Times
- 1929: New York Evening World

### Anni 1930
- 1931: The Atlanta Constitution
- 1932: Indianapolis News
- 1933: New York World-Telegram
- 1934: Medford Mail Tribune (Oregon)
- 1935: The Sacramento Bee
- 1936: Cedar Rapids Gazette
- 1937: St. Louis Post-Dispatch
- 1938: The Bismarck Tribune
- 1939: Miami Daily News

### Anni 1940
- 1940: Waterbury Republican & American (Connecticut)
- 1941: St. Louis Post-Dispatch
- 1942: Los Angeles Times
- 1943: Omaha World-Herald (Nebraska)
- 1944: New York Times
- 1945: Detroit Free Press
- 1946: Scranton Times (Pennsylvania)
- 1947: The Baltimore Sun
- 1948: St. Louis Post-Dispatch
- 1949: Nebraska State Journal

### Anni 1950
- 1950: Chicago Daily News e St. Louis Post-Dispatch
- 1951: The Miami Herald e Brooklyn Eagle
- 1952: St. Louis Post-Dispatch
- 1953: Whiteville News Reporter (Carolina del Nord) e Tabor City Tribune (Carolina del Nord)
- 1954: Newsday
- 1955: Columbus Ledger e Sunday Ledger-Enquirer (Columbus, Georgia)
- 1956: Watsonville Register-Pajaronian (California)
- 1957: Chicago Daily News
- 1958: Arkansas Gazette
- 1959: Utica Observer-Dispatch e Utica Daily Press (Utica, NY)

### Anni 1960
- 1960: Los Angeles Times
- 1961: Amarillo Globe-Times
- 1962: Panama City News-Herald
- 1963: Chicago Daily News
- 1964: St. Petersburg Times
- 1965: Hutchinson News
- 1966: The Boston Globe
- 1967: Milwaukee Journal
- 1967: The Courier-Journal (Louisville)
- 1968: The Press-Enterprise (California)
- 1969: Los Angeles Times

### Anni 1970
- 1970: Newsday
- 1971: Winston-Salem Journal
- 1972: The New York Times
- 1973: The Washington Post
- 1974: Newsday
- 1975: The Boston Globe
- 1976: Anchorage Daily News (Alaska)
- 1977: Lufkin Daily News
- 1978: The Philadelphia Inquirer
- 1979: The Point Reyes Light (California)

### Anni 1980
- 1980: Gannett News Service
- 1981: Charlotte Observer
- 1982: Detroit News
- 1983: The Clarion-Ledger
- 1984: Los Angeles Times
- 1985: Fort Worth Star-Telegram
- 1986: The Denver Post
- 1987: Pittsburgh Press
- 1988: Charlotte Observer
- 1989: Anchorage Daily News (Alaska)

### Anni 1990
- 1990: Washington Daily News (Washington, Carolina del Nord)
- 1990: The Philadelphia Inquirer
- 1991: The Des Moines Register
- 1992: The Sacramento Bee
- 1993: The Miami Herald
- 1994: Akron Beacon Journal
- 1995: Virgin Islands Daily News
- 1996: The News & Observer
- 1997: The Times-Picayune (New Orleans)
- 1998: Grand Forks Herald
- 1999: The Washington Post

### Anni 2000
- 2000: The Washington Post
- 2001: The Oregonian (Portland, OR)
- 2002: The New York Times
- 2003: The Boston Globe
- 2004: The New York Times
- 2005: Los Angeles Times
- 2006: Sun Herald (Biloxi, Mississippi)
- 2006: The Times-Picayune (New Orleans)
- 2007: The Wall Street Journal
- 2008: The Washington Post
- 2009: Las Vegas Sun (Alexandra Berzon)

### Anni 2010
- 2010: Bristol Herald Courier
- 2011: Los Angeles Times
- 2012: The Philadelphia Inquirer
- 2013: Sun-Sentinel (South Florida)
- 2014: The Washington Post e The Guardian
- 2015: The Post and Courier (Charleston)
- 2016: Associated Press
- 2017: New York Daily News e ProPublica
- 2018: The New York Times e The New Yorker, per la loro "copertura sugli abusi sessuali sulle donne a Hollywood e in altri settori in tutto il mondo"[3]
- 2019: South Florida Sun Sentinel (Fort Lauderdale)

### Anni 2020
- 2020: Anchorage Daily News, con il contributo di ProPublica, per "una serie avvincente che ha rivelato che un terzo dei villaggi dell'Alaska non aveva protezione da parte della polizia, ha richiamato le autorità per decenni di abbandono e ha stimolato un afflusso di denaro e cambiamenti legislativi"
- 2021: The New York Times, per la copertura della pandemia di COVID-19
- 2022: The Washington Post, per aver riportato l'assalto al Campidoglio degli Stati Uniti del 6 gennaio
- 2023: Associated Press, Mstyslav Černov, Evgeniy Maloletka, Vasilisa Stepanenko e Lori Hinnan, per i loro "servizi dalla città assediata di Mariupol che hanno testimoniato il massacro di civili durante l'invasione russa dell'Ucraina".[4][5]